# COPG2
Koatomerna podjedinica gama-2 je protein koji je kod ljudi kodiran  genom.

## Interakcije
Za COPG2 je pokazano da formira interakcije sa dopaminskim receptorom D1 i COPB1.

## Literatura
- Pelham HR, Rothman JE (2000). „The debate about transport in the Golgi--two sides of the same coin?”. Cell. 102 (6): 713—9. PMID 11030615. doi:10.1016/S0092-8674(00)00060-X.
- Waters MG, Serafini T, Rothman JE (1991). „'Coatomer': a cytosolic protein complex containing subunits of non-clathrin-coated Golgi transport vesicles.”. Nature. 349 (6306): 248—51. PMID 1898986. doi:10.1038/349248a0.
- Lowe M, Kreis TE (1997). „In vivo assembly of coatomer, the COP-I coat precursor.”. J. Biol. Chem. 271 (48): 30725—30. PMID 8940050. doi:10.1074/jbc.271.48.30725.
- Harter C, Wieland FT (1998). „A single binding site for dilysine retrieval motifs and p23 within the gamma subunit of coatomer.”. Proc. Natl. Acad. Sci. U.S.A. 95 (20): 11649—54. PMC 21695 . PMID 9751720. doi:10.1073/pnas.95.20.11649.
- Zhao L, Helms JB, Brunner J, Wieland FT (1999). „GTP-dependent binding of ADP-ribosylation factor to coatomer in close proximity to the binding site for dilysine retrieval motifs and p23.”. J. Biol. Chem. 274 (20): 14198—203. PMID 10318838. doi:10.1074/jbc.274.20.14198.
- Eugster A, Frigerio G, Dale M, Duden R (2000). „COP I domains required for coatomer integrity, and novel interactions with ARF and ARF-GAP.”. EMBO J. 19 (15): 3905—17. PMC 306616 . PMID 10921873. doi:10.1093/emboj/19.15.3905.
- Futatsumori M; Kasai K; Takatsu H (2001). „Identification and characterization of novel isoforms of COP I subunits.”. J. Biochem. 128 (5): 793—801. PMID 11056392.
- Takatsu H; Futatsumori M; Yoshino K (2001). „Similar subunit interactions contribute to assembly of clathrin adaptor complexes and COPI complex: analysis using yeast three-hybrid system.”. Biochem. Biophys. Res. Commun. 284 (4): 1083—9. PMID 11409905. doi:10.1006/bbrc.2001.5081.
- Paulsson KM; Kleijmeer MJ; Griffith J (2002). „Association of tapasin and COPI provides a mechanism for the retrograde transport of major histocompatibility complex (MHC) class I molecules from the Golgi complex to the endoplasmic reticulum.”. J. Biol. Chem. 277 (21): 18266—71. PMID 11884415. doi:10.1074/jbc.M201388200.
- Bermak JC; Li M; Bullock C (2002). „Interaction of gamma-COP with a transport motif in the D1 receptor C-terminus.”. Eur. J. Cell Biol. 81 (2): 77—85. PMID 11893085. doi:10.1078/0171-9335-00222.
- Bonora E; Bacchelli E; Levy ER (2002). „Mutation screening and imprinting analysis of four candidate genes for autism in the 7q32 region.”. Mol. Psychiatry. 7 (3): 289—301. PMID 11920156. doi:10.1038/sj.mp.4001004.
- Strausberg RL; Feingold EA; Grouse LH (2003). „Generation and initial analysis of more than 15,000 full-length human and mouse cDNA sequences.”. Proc. Natl. Acad. Sci. U.S.A. 99 (26): 16899—903. PMC 139241 . PMID 12477932. doi:10.1073/pnas.242603899.
- Scherer SW; Cheung J; MacDonald JR (2003). „Human chromosome 7: DNA sequence and biology.”. Science. 300 (5620): 767—72. PMC 2882961 . PMID 12690205. doi:10.1126/science.1083423.
- Scanlan MJ; Gout I; Gordon CM (2003). „Humoral immunity to human breast cancer: antigen definition and quantitative analysis of mRNA expression.”. Cancer Immun. 1: 4. PMID 12747765.
- Ota T; Suzuki Y; Nishikawa T (2004). „Complete sequencing and characterization of 21,243 full-length human cDNAs.”. Nat. Genet. 36 (1): 40—5. PMID 14702039. doi:10.1038/ng1285.
- Rual JF; Venkatesan K; Hao T (2005). „Towards a proteome-scale map of the human protein-protein interaction network.”. Nature. 437 (7062): 1173—8. PMID 16189514. doi:10.1038/nature04209.
- Ewing RM; Chu P; Elisma F (2007). „Large-scale mapping of human protein-protein interactions by mass spectrometry.”. Mol. Syst. Biol. 3 (1): 89. PMC 1847948 . PMID 17353931. doi:10.1038/msb4100134.